# بيل ملكفي
بيل ملكفي (بالإنجليزية: Bill Mlkvy) مواليد 19 يناير 1931 في بنسيلفانيا، هو لاعب كرة سلة أمريكي سابق. بدأ مسيرته الاحترافية في سنة 1952. اختير من قبل فريق غولدن ستايت ووريورز خلال الدرافت. حمل الرقم 16. بلغ طوله 6 قدم 4 بوصة (1.9 م). اعتزل اللعب في 1953. والداه مهاجران من سلوفاكيا.

## روابط خارجية
- بيل ملكفي على موقع إن بي أي (الإنجليزية)
- بيل ملكفي على موقع سبورتس رفرنس (الإنجليزية)
- بيل ملكفي على موقع كلية كرة السلة في سبورتس رفرنس.كوم (الإنجليزية)
- بيل ملكفي على موقع ريلجم (الإنجليزية)
- بيل ملكفي على موقع بروبوليرز (الإنجليزية)